# Wydział Humanistyczny Akademii Górniczo-Hutniczej w Krakowie
Wydział Humanistyczny Akademii Górniczo-Hutniczej im. Stanisława Staszica w Krakowie (WH AGH) – wydział Akademii Górniczo-Hutniczej. Siedziba wydziału znajduje się w budynku C-7 przy ul. Czarnowiejskiej 36.

## Historia
Wydział powstał w 2001 roku jako Wydział Nauk Społecznych Stosowanych (WNSS AGH) w miejsce Instytutu Nauk Społecznych, działającego wcześniej w obrębie AGH. Wydział został utworzony w 2001 roku z inicjatywy prof. Anny Siwik oraz ówczesnego rektora, prof. Ryszarda Tadeusiewicza. Nazwa wydziału została zmieniona na obecną w roku 2008. 
W roku 2016 WH zdobył uprawnienia do nadawaniu stopni doktorskich w dziedzinie Nauk Socjologicznych a w 2019 w dziedzinie Nauk o Kulturze i Religii. Od 1 października 2022 r. nową siedzibą jednostki jest budynek C-7 zlokalizowany przy ul. Czarnowiejska 36 w centralnej części campusu AGH.

## Struktura organizacyjna
W skład Wydziału Humanistycznego AGH wchodzą trzy katedry:
- Katedra Studiów nad Kulturą i Badań Ery Cyfrowej
- Katedra Technologii Informacyjnych i Mediów
- Katedra Studiów nad Społeczeństwem i Technologią

## Kierunki i specjalności studiów
Wydział aktualnie prowadzi studia stacjonarne i niestacjonarne na kierunkach:
- Socjologia
  - trzyletnie studia licencjackie
  - dwuletnie studia magisterskie
    - specjalność E-gospodarka
    - specjalność Innowacje i interwencje społeczne

- Kulturoznawstwo
  - trzyletnie studia licencjackie
    - specjalność Nowe media i komunikacja międzykulturowa

  - dwuletnie studia magisterskie
    - specjalność Nowe technologie w projektowaniu kultury
    - specjalność Komunikacja wizualna i projektowanie graficzne

- Informatyka społeczna
  - trzyletnie studia licencjackie
  - dwuletnie studia magisterskie
- Nowoczesne Technologie w kryminalistyce
  - trzyipółletnie studia inżynierskie

Obecnie w ofercie wydziału znajdują się studia podyplomowe:
- Employer Branding
- IT Business Management
- Marketing Internetowy
- Social Media & Content Marketing
- Talent Management in Tech Companies
- Trendwatching & Future Studies
- User Experience and Product Design

Wydział prowadzi również studia pedagogiczne:
- Kurs Doskonalenia Dydaktycznego dla Pracowników AGH

## Poczet dziekanów
Funkcję dziekana tego wydziału pełnili:
- prof. Anna Siwik (2001–2008)
- prof. dr hab. Zbigniew Pasek[5] (2008–2012)
- prof. Janusz Mucha (2012–2015)
- dr. hab. Barbara Gąciarz(inne języki)[5], prof. AGH (2015–2024)
- dr hab. Jacek Gądecki[5][6], prof. AGH (od 2024)

## Władze dziekańskie
źródło
- Dziekan: dr hab. Jacek Gądecki, prof. AGH
  - Prodziekana ds. Ogólnych: dr. hab. Barbara Gąciarz, prof. AGH
  - Prodziekan ds. Kształcenia: dr Radosław Tyrała
  - Prodziekana ds. Nauki:  dr. hab. Katarzyna Leszczyńska, prof. AGH
  - Prodziekan ds. Współpracy i Studentów: dr hab. Dariusz Wojakowski, prof. AGH
  - Pełnomocnica ds. Kształcenia: dr Ewa Migaczewska, prof. AGH

## Działalność studencka na wydziale
W ramach wydziału działa 7 kół naukowych:
- Koło Naukowe SocTech (uprzednio KN Osób Studiujących Socjologię)
- Filmoznawcze Koło Naukowe
- Kulturoznawcze Koło Naukowe
- Koło Naukowe UXBerries
- Koło Naukowe LARP
- Groznawcze Koło Naukowe
- Studencka Agencja Kreatywna.

### Koło Naukowe SocTech
Koło zostało założone w roku 2003 jako Koło Nauk Społecznych AGH. Na przestrzeni lat kilka razy zmieniało nazwę, w 2006 roku przybrało nazwę: Koło Naukowe Studentów Socjologii, w związku z jego rejestracją na uczelni. Opiekunem naukowym Koła był aktualny Dziekan Wydziału Humanistycznego – dr hab. Jacek Gądecki. Od 2021 roku funkcję tę pełni dr Marcin Zwierżdżyński. W tymże roku nazwa została zmieniona na Koło Naukowe Osób Studiujących Socjologię, zaś w 2024 roku na Koło Naukowe SocTech. Nazwa pochodzi od słów Society i Technology, czyli dwóch aspektów, wokół których koło głównie skupia swoją działalność. 